# Full Clip: A Decade of Gang Starr
Full Clip: A Decade of Gang Starr é um álbum dos melhores êxitos, apresentando 33 músicas lançadas pelo duo de Hip Hop, Gang Starr, entre 1989 e 1999. O álbum inclui 21 faixas tiradas de seus cinco álbuns, oito das quais antes só estavam disponíveis em trilhas sonoras, e singles de vinil, e três novas faixas gravadas ("Full Clip", "Discipline", "All 4 Tha Ca$h"). A compilação foi certificada Ouro pela RIAA em 19 de agosto de 1999.

## Faixas

### Disco 1 DVD
| #  | Título                         | Prudutor(es)     | Artista(s)                      | Álbum Original       |
| -- | ------------------------------ | ---------------- | ------------------------------- | -------------------- |
| 1  | "Intro"                        | DJ Premier, Guru | *Interlude*                     |                      |
| 2  | "Full Clip"                    | DJ Premier, Guru | Guru                            | Full Clip single     |
| 3  | "Discipline"                   | DJ Premier, Guru | Guru, Total                     | Discipline single    |
| 4  | "Manifest (Remix)"             | DJ Premier, Guru | Guru                            | No More Mr. Nice Guy |
| 5  | "Ex Girl To Next Girl"         | DJ Premier, Guru | Guru                            | Daily Operation      |
| 6  | "I'm The Man"                  | DJ Premier, Guru | Guru, Lil' Dap, Jeru The Damaja | Daily Operation      |
| 7  | "Mass Appeal"                  | DJ Premier, Guru | Guru                            | Hard To Earn         |
| 8  | "Jazz Thing (Video Mix)"       | DJ Premier, Guru | Guru                            | Mo' Better Blues     |
| 9  | "The Militia"                  | DJ Premier, Guru | Big Shug, Guru, Freddie Foxxx   | Moment Of Truth      |
| 10 | "Tonz 'O' Gunz"                | DJ Premier, Guru | Guru                            | Hard To Earn         |
| 11 | "Royalty"                      | DJ Premier, Guru | Guru, K-Ci & JoJo               | Moment Of Truth      |
| 12 | "Who's Gonna Take The Weight?" | DJ Premier, Guru | Guru                            | Step In The Arena    |
| 13 | "You Know My Steez"            | DJ Premier, Guru | Guru                            | Moment Of Truth      |
| 14 | "Above The Clouds"             | DJ Premier, Guru | Guru, Inspectah Deck            | Moment Of Truth      |
| 15 | "Just To Get A Rep"            | DJ Premier, Guru | Guru                            | Step In The Arena    |
| 16 | "DWYCK"                        | DJ Premier, Guru | Guru, Nice & Smooth             | Hard To Earn         |

### Disco 2
| #  | Título                                         | Produtor(es)             | Artista(s)                                           | Álbum original                |
| -- | ---------------------------------------------- | ------------------------ | ---------------------------------------------------- | ----------------------------- |
| 1  | "All 4 Tha Ca$h"                               | DJ Premier, Guru         | Guru                                                 | All 4 Tha Ca$h single         |
| 2  | "Step In The Arena"                            | DJ Premier, Guru         | Guru                                                 | Step In The Arena             |
| 3  | "Work"                                         | DJ Premier, Guru         | Guru                                                 | Moment Of Truth               |
| 4  | "Soliloquy Of Chaos"                           | DJ Premier, Guru         | Guru                                                 | Daily Operation               |
| 5  | "Take It Personal"                             | DJ Premier, Guru         | Guru                                                 | Daily Operation               |
| 6  | "Speak Ya Clout"                               | DJ Premier, Guru         | Jeru The Damaja, Lil' Dap, Guru                      | Hard To Earn                  |
| 7  | "Gotta Get Over (Taking Loot)"                 | DJ Premier, Guru         | Guru                                                 | Trespass                      |
| 8  | "1/2 & 1/2"                                    | DJ Premier, Guru, M.O.P. | Lil' Fame (do M.O.P.), Guru, Billy Danze (do M.O.P.) | Blade                         |
| 9  | "The ? Remainz"                                | DJ Premier, Guru         | Guru                                                 | Suckas Need Bodyguards single |
| 10 | "Code Of The Streets"                          | Guru, DJ Premier         | Guru                                                 | Hard To Earn                  |
| 11 | "So Wassup?!"                                  | DJ Premier, Guru         | Guru                                                 | You Know My Steez single      |
| 12 | "Now You're Mine"                              | DJ Premier, Guru         | Guru                                                 | Hard To Earn                  |
| 13 | "Betrayal"                                     | DJ Premier, Guru         | Guru, Scarface                                       | Moment Of Truth               |
| 14 | "B.Y.S."                                       | DJ Premier, Guru         | Guru                                                 | Daily Operation               |
| 15 | "Credit Is Due"                                | DJ Premier, Guru         | Guru                                                 | Love Sick single              |
| 16 | "The Militia II (Remix)"                       | DJ Premier, Guru         | Guru, WC, Rakim                                      | Belly                         |
| 17 | "You Know My Steez (Three Man & A Lady Remix)" | DJ Premier, Guru         | Guru, Lady Of Rage, Kurupt                           | The Militia single            |

## Singles
| Informações                                                                       |
| --------------------------------------------------------------------------------- |
| "1/2 & 1/2" - Lançado: 4 de agosto, 1998 - Lado B: "Gangsta Bounce" (por Wolfpak) |
| "Full Clip" - Lançado: 8 de junho, 1999 - Lado B: "DWYCK"                         |
| "All 4 Tha Ca$h" - Lançamento: 1999 - Lado B: "The ? Remainz"                     |
| "Discipline" - Lançamento: 1999 - Lado B: "Just To Get A Rep"                     |

## Quadro de posições do álbum
| Ano  | Álbum                             | Quadro de posições | Quadro de posições     | Quadro de posições |
| Ano  | Álbum                             | Billboard 200      | Top R&B/Hip Hop Albums |                    |
| 1999 | Full Clip: A Decade of Gang Starr | #33                | #11                    |                    |

## Quadro de posições dos singles
| Ano  | Música       | Quadro de posições | Quadro de posições               | Quadro de posições |
| Ano  | Música       | Billboard Hot 100  | Hot R&B/Hip-Hop Singles & Tracks | Hot Rap Singles    |
| 1999 | "Discipline" | -                  | #58                              | -                  |